# Glitch art

Exemple de glitch art réalisé par Michael Betancourt (en 2013) à partir d'un film kodachrome de 1922 avec l'actrice américaine Mae Murray.

Le glitch art est l'esthétisation d'erreurs analogiques ou numériques, comme des artéfacts ou des bugs, par corruption de code ou de données ou manipulations d'appareils électroniques (comme le circuit bending).

## Glitch
Un glitch est le résultat inattendu d'un mauvais fonctionnement. On suppose que le terme dérive de l'allemand glitschig, signifiant « glissant ». En anglais, d'où le terme est importé en français, il est enregistré pour la première fois en 1962 pendant le programme spatial américain, lorsque John Glenn décrit des problèmes que son équipe rencontre ; selon ses termes, « littéralement, un glitch est un pic ou un changement dans la tension d'un courant électrique ».
Le terme décrit les anomalies qui peuvent se produire dans les logiciels, jeux vidéo, images, vidéos, audio et toute autre forme de données. Il est associé à la musique depuis le milieu des années 1990 pour décrire un genre de musique électronique (le glitch). Peu de temps après, alors que des artistes visuels comme Serge Uro (dès 2004 sur le site fotolog) ou Tony "Ant" Scott commencent à adopter le glitch comme une esthétique de l'ère numérique, le glitch art en vient à faire référence à la totalité des arts visuels.
En janvier 2002, le collectif Motherboard tient une conférence sur le glitch à Oslo en Norvège, afin de « rassembler des artistes, universitaires et autres praticiens du glitch pendant un bref laps de temps et rassembler leurs travaux et idées avec le public et entre eux ».
Du 29 septembre au 3 octobre 2010 a lieu la première GLI.TC/H, une conférence de cinq jours à Chicago, organisée par Nick Briz, Evan Meaney, Rosa Menkman et Jon Satrom ; elle comporte des ateliers, des conférences, des performances, des installations et des projections. En novembre 2011, la deuxième édition de GLI.TC/H se produit à Chicago, Amsterdam et Birmingham,.

## Interprétations
Comme la Vaporwave, le glitch est interprété comme une critique du capitalisme. Le glitch peut aussi être perçu comme une manière de revisiter une œuvre préexistante en modifiant sa forme initiale, amenant ainsi une réflexion sur l'aspect modulable de toute information numérique.

## Dans la culture populaire
Dans les Bijoux de la Castafiore se trouve une case (la 7e de la p. 50) dans laquelle le lecteur est plongé en vision subjective, se retrouvant avec les yeux larmoyant comme les héros, à la suite de l’observation d’une image floue (le professeur Tournesol essaie de mettre au point un téléviseur couleur à une époque où ne régnaient encore en Europe que les tubes cathodiques en noir et blanc).